# Департамент (административно-территориальная единица)
Департамент (фр. département, исп. departamento) — в ряде стран административно-территориальная единица 1, 2 или 3 уровней.
Впервые деление государства на департаменты было введено во Франции, в ходе Великой французской революции. 
Использование этого термина для обозначения административных единиц в основном распространено в странах бывших ранее колониями Франции или Испании, а также в странах, где официальным языком является (или был раньше) французский или испанский.
Современные страны, в которых для обозначения административно-территориальных единиц определённого уровня (в основном первого и второго) используют термин «департамент»:

| 1-й уровень - Департаменты Бенина - Департаменты Боливии - Департаменты Республики Гаити - Департаменты Гватемалы - Департаменты Гондураса - Департаменты Колумбии - Департаменты Республики Конго - Департаменты Никарагуа - Департаменты Парагвая - Департаменты Сальвадора - Департаменты Уругвая | 2-й уровень - Департаменты Аргентины - Департаменты Габона - Департаменты Камеруна - Департаменты Кот-д’Ивуара - Департаменты Нигера - Департаменты Сенегала - Департаменты Франции - Департаменты Чада | 3-й уровень - Департаменты Буркина-Фасо |

Ранее существовавшие страны, в которых для обозначения административно-территориальных единиц определённого уровня использовался термин «департамент»:
- Варшавское герцогство
- Королевство Вестфалия
- Французская империя